# Як я був самостійним (фільм, 1987)
«Як я був самостійним» — радянський короткометражний художній фільм 1987 року за однойменною повістю Юрія Сотника.

## Сюжет
Група школярів під керівництвом красуні Аглаї шукає місце для репетиції свого спектаклю. У дворі вони зустрічають хлопчика Ладо, у якого бабуся з дідусем якраз їдуть, а більше вдома нікого немає. Аглая підбиває Ладо і той, бажаючи показати себе самостійним, запрошує хлопців репетирувати до нього додому. Там він дозволяє робити їм все що вони хочуть: хлопці беруть помаду і пудру, відрізають хвіст у улюбленого дерев'яного коня Ладо, перефарбовують коня і приклеюють йому роги. Однак один з юних акторів, який хотів використати коня в спектаклі в ролі козла, в результаті забраковує роботу. Хлопцям приходить думка тимчасово викрасти живого козла і до вистави заховати його будинку у Ладо. Вони йдуть, а Ладо залишається один. До нього приходить його молодший друг і розповідає те, що говорила про Ладо Аглая: що він зовсім не «справжній чоловік», а дурень, який робить все, що вона йому скаже. Ладо ображається. Він відмиває свого коня у ванній і чує, як дзвонять у двері, а на сходовому майданчику хлопці намагаються утримати приведеного до нього козла.

## У ролях
- Володимир Алексі-Месхішвілі —  Ладо
- Наталія Шанецька —  Аглая
- Ярослав Єсиновський —  Олег
- Анастасія Бурлакова —  Тамара
- Сергій Флегонтов —  Фролич
- Дар'я Шадріна —  Зінка
- Володимир Толубєєв —  Антон Дудкін
- Тарас Саприкін —  Гриша Уточкін
- Олександр Асланов —  Сенько Тараканов
- Раміз Салімов —  Стас Золотухін
- Надія Зуєва —  Ліза
- Етері Шотадзе —  бабуся
- Абессалом Лорія —  дід

## Знімальна група
- Режисер-постановник —  Євген Радкевич
- Сценарист — Павло Павлов
- Оператор-постановник — Володимир Липовой
- Композитор —  Андрій Головін
- Художник-постановник —  Петро Пашкевич